# Цикин-Балам
Цикин-Балам — правитель Саальского царства со столицей в Наранхо.

## Биография
Цикин-Балам упоминается на Стеле 45 из Наранхо. На стеле описывается инаугурация нового правителя Сааля — Наац-Чан-Ака. С неба на него наблюдает один из его предков — Цикин-Балам. Его имя написано на его головном уборе. Возможно, Цикин-Балам был отцом Наац-Чан-Ака.
На Стеле 45 не сохранилось никаких дат, но традиционно правление Цикин-Балама относят к началу V века.